# Gnamptogenys nana
Gnamptogenys nana é uma espécie de formiga do gênero Gnamptogenys.